# Madolyn Smith
Madolyn Smith née le 1er janvier 1957 à Albuquerque, Nouveau-Mexique, est une actrice américaine surtout connue pour son travail dans les années 1980.

## Biographie
Madolyn Smith a initialement retenu l'attention du public dans son rôle de Pam face à John Travolta dans le film Urban Cowboy, et ensuite dans les films Tout de Moi (1984), une comédie avec Steve Martin et Lily Tomlin, et 2010 (1984), un film de science-fiction suite du film 2001: l'Odyssée de l'Espace. Au début des années 1980, elle apparaît également dans plusieurs téléfilms, dont Prier TV, la Répétition d'un Meurtre et Deadly Intentions. Elle interprète Jehan Al-Sadate, l'épouse du président Égyptien Anouar Al-Sadate, en 1983 dans la mini-série Sadate, et a joué en 1984 Ernie Kovacs, l'épouse de Dorothy dans le téléfilm Ernie Kovacs: Between the Laughter.
Madolyn Smith est plus connue pour le rôle de Tracy Whitney dans la mini-série Si c'était demain (If Tomorrow Comes) (aussi intitulée Les Diamants de la vengeance), multirediffusée et basée sur le roman de Sidney Sheldon. Elle participe ensuite aux films Funny Farm (1988) face à Chevy Chase et Le Super (1991) avec Joe Pesci. Puis en 1990, elle joue dans les téléfilms : Le Complot pour tuer Hitler et La Rose et le Chacal; et en 1990 à la mini-série The Kennedys du Massachusetts.
Madolyn Smith a été l'invitée vedette en 1989 d'un épisode de la sitcom Cheers intitulé What's Up, Doc?. Elle est également apparue dans plusieurs épisodes en 1993 de la série dramatique La Classe de '96, et ses dernières apparitions à la télévision à ce jour ont été, en 1994, dans un épisode de Un tandem de choc.
Elle décide de mettre un terme à sa carrière en 1995.

### Vie privée
Madolyn Smith est diplômée de l'université du Sud de la Californie. Madolyn Smith est mariée depuis 1988 au joueur de hockey Mark Osborne. Ils ont 2 filles : Abigail Osborne (1997) et Eliza Osborne (2000). Madolyn Smith utilise depuis son mariage le nom de Madolyn Smith-Osborne.

## Filmographie

### Cinéma
- 1980 : Urban Cowboy : Pam
- 1984 : Solo pour deux (All of Me) : Peggy Schuyler
- 1984 : 2010 (2010: The Year We Make Contact) : Caroline Floyd
- 1987 : Le Visiteur (The Caller) : la fille
- 1988 : Funny Farm : Elizabeth Farmer
- 1991 : L'Approche finale (Final approach) : Casey Halsey
- 1991 : Le Proprio (The Super) : Naomi Bensinger

### Télévision

#### Téléfilms
- 1982 : Pray TV : Liz Oakes
- 1982 : Répétition pour un meurtre (Rehearsal for Murder) : Karen Daniels
- 1983 : The Other Woman : Cindy Barnes
- 1984 : Super papa (Ernie Kovacs: Between the Laughter) : Dorothy Kovacs
- 1985 : Noces de paille (Deadly Intentions) : Katherine Raynor
- 1990 : Complot contre Hitler (Hitler doit mourir) (The Plot to Kill Hitler) : Comtesse Nina von Stauffenberg
- 1990 : La Rose et le chacal (The Rose and the Jackal) : Rose O'Neal Greenhow

#### Séries télévisées
- 1981 : Trapper John, M.D. : Bonnie Wicks (épisode: "That Old Gang of Mine")
- 1983 : Casablanca : Michelle (épisode: "Master Builder's Woman")
- 1983 : Sadat : Jihan Sadat (mini-série)
- 1986 : If Tomorrow Comes (If Tomorrow comes) : Tracy Whitney (mini-série)
- 1981 : Cheers : Dr. Sheila Rydell (saison 7, épisode: "What's Up, Doc?")
- 1990 : The Kennedys of Massachusetts : Gloria Swanson (mini-série)
- 1993 : Promo 96 (Class of '96) : Dean Keller (4 épisodes)
- 1994 : Un tandem de choc : Mackenzie King (épisode: "Diefenbaker's Day Off")